# Dejan Mihevc
Dejan Mihevc (ur. 14 maja 1978) – słoweński trener koszykarski.
26 lipca 2017 objął stanowisko głównego trenera Polskiego Cukru Toruń. 25 czerwca 2020 został trenerem Anwilu Włocławek. 1 października 2020 opuścił klub.

## Osiągnięcia trenerskie
Na podstawie, o ile nie zaznaczono inaczej.

### Drużynowe
- Mistrz Słowenii (2015)
- Zdobywca superpucharu:
  - Słowenii (2015, 2016)
  - Superpucharu Polski (2018)[5]
- Finalista:
  - Pucharu Słowenii (2017)
  - Superpucharu Polski (2020)[6]
- Uczestnik rozgrywek:
  - Ligi Adriatyckiej (2016/17)
  - Pucharu FIBA (2015/16)
  - mistrzostw Europy:
    - U–20 (2013 – 10. miejsce – jako asystent trenera)
    - U–16 dywizji B (2008, 2009 – 4. miejsce, 2010 – brąz)

### Indywidualne
- Najlepszy Trener PLK (2018)[7]